# Ögonfransböjare

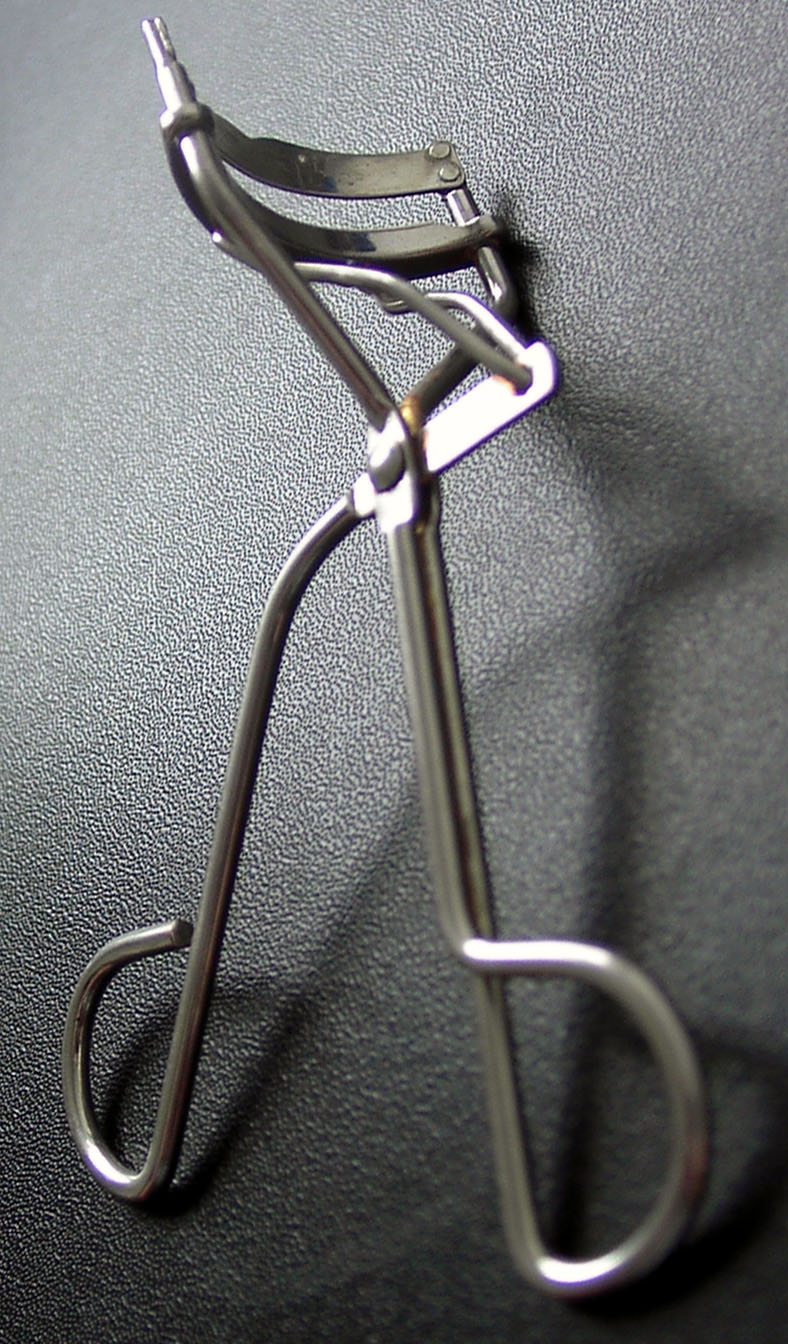
En ögonfransböjare.

Ögonfransböjare är ett mekaniskt redskap som används för att böja ögonfransar så att de exempelvis ser längre ut.